# Poliovulação
Poliovulação é um fenômeno de origem hormonal no qual um indivíduo do sexo feminino libera mais de um óvulo maduro durante o mesmo período. Isso pode acarretar formação de gêmeos bivitelinos/dizigóticos, pois os óvulos estarão aptos a ser fecundados por espermatozoides.
A origem do fenômeno que libera mais de um gameta feminino maduro pode está relacionada a grande produção de hormônios como FSH, que estimula a maturação do óvulo e a produção de estrógeno.

## Nota
http://www.mundoeducacao.com/biologia/casos-especiais-reproducao.htm